# Phillip Dutton
Phillip Peter Dutton OAM (Nyngan, 13 de setembro de 1963) é um ginete de elite australiano-estadunidense, bicampeão olímpico do CCE.

## Carreira
Phillip Dutton representou seu país nos Jogos Olímpicos de 1996, 2000, 2004, e os Estados Unidos em 2008 e 2012. Ele conquistou no CCE por equipes medalha de ouro, em 1996 e 2000, pela Austrália. 